# Glikozydy nasercowe

Budowa kardenolidu

Glikozydy nasercowe – podgrupa glikozydów mająca zdolność poprawy wydolności pracy serca. Zwiększają siłę skurczu mięśnia sercowego (inotropizm dodatni), a jednocześnie obniżają częstość akcji serca (chronotropizm ujemny).
Do glikozydów nasercowych zalicza się kardenolidy, w których występuje pięcioczłonowy pierścień laktonowy i glikozydy bufadienolidowe z sześcioczłonowym pierścieniem laktonowym. Związki te nie są stosowane w formie czystej jako leki nasercowe, lecz ich działaniu przypisuje się efekt leczniczy działania niektórych ziół.
Bogate w glikozydy nasercowe są wyciągi z:
- Digitalis purpurea (naparstnica purpurowa)
- Digitalis lanata (naparstnica wełnista)
- Adonis vernalis (miłek wiosenny)
- Urginea maritima (cebula morska)
- Convallaria majalis (konwalia majowa)
- Strophantus gratus (strofant wdzięczny)

## Mechanizm działania
- Glikozydy nasercowe hamują działanie pompy sodowo-potasowej w sarkolemmie kardiomiocytów. Powodują przez to zwiększenie stężenia wewnątrzkomórkowego sodu i wapnia, przez co wywierają dodatni efekt inotropowy (zwiększają siłę skurczów). Na czynność naczyń i serca działają bezpośrednio i pośrednio, wpływając na układ nerwowy współczulny i przywspółczulny.
- Wpływają na układ przywspółczulny, aktywując go. Zwiększenie napięcia nerwu błędnego wpływa hamująco na czynność węzła zatokowo-przedsionkowego i węzła przedsionkowo-komorowego (efekt dromotropowy ujemny), i zwalnia ich rytm (efekt chronotropowy ujemny). Pośredni wpływ aktywacji nerwu błędnego powoduje też spadek kurczliwości mięśnia przedsionków serca, skrócenie okresu refrakcji i przyspieszenie przewodzenia impulsów w przedsionku. Glikozydy działając bezpośrednio wywołują przeciwstawne działanie, zwiększając kurczliwość mięśnia przedsionków, wydłużając okres refrakcji i zwalniając przewodzenie. Ponadto powodują zwiększenie automatyzmu przedsionków. Zwiększenie wydzielania noradrenaliny powoduje skrócenie okresu refrakcji włókien Purkiniego i zwiększenie ich automatyzmu. Takie samo jest bezpośrednie działanie glikozydów na włókna Purkiniego. Działanie noradrenaliny i glikozydów na mięsień komór powoduje wzrost kurczliwości, skrócenie okresu refrakcji włókien mięśniowych i zwiększenie automatyzmu serca.
- Glikozydy nasercowe zwiększają czułość baroreceptorów.
- Glikozydy nasercowe zmniejszają napięcie układu współczulnego, powodując zmniejszenie oporu tętniczek obwodowych. Bezpośredni wpływ glikozydów jest przeciwstawny i powoduje zwiększenie oporu.

## Farmakokinetyka
Glikozydy dobrze wchłaniają się z przewodu pokarmowego. Cechują się szeroką dystrybucją w tkance mięśniowej.
Najbardziej stabilne warunki farmakokinetyczne ma digoksyna i metylodigoksyna. Glikozydy nasercowe cechują się stosunkowo niskim indeksem terapeutycznym przez co ustalenie właściwej dawki leku bywa trudne i co ogranicza stosowanie tych leków. Dawniej surowce roślinne zawierające glikozydy nasercowe standaryzowano w tzw. jednostkach kocich, żabich i gołębich. 

## Wskazania
- przewlekła niewydolność serca z migotaniem bądź trzepotaniem przedsionków z szybką czynnością komór (lek z wyboru)
- chorzy z przewlekłą niewydolnością serca, rytmem zatokowym, pozostający mimo leczenia w III klasie NYHA
- chorzy w II klasie NYHA, z rytmem zatokowym, u których po leczeniu glikozydami nastąpiła poprawa i przejście do niższej klasy NYHA

## Przeciwwskazania
- zaburzenia rytmu z bradykardią
- bloki przedsionkowo-komorowe II i III°
- zespół chorego węzła zatokowo-przedsionkowego
- częstoskurcz komorowy
- zespół WPW
- świeży zawał serca
- kardiomiopatia przerostowa
- zespół zatoki szyjnej
- amyloidoza serca

## Zatrucie
Przedawkowanie glikozydów naparstnicy objawia się następującymi objawami:
- bradykardią
- nudnościami, wymiotami
- bólem brzucha, biegunką
- zaburzeniami percepcji barw (widzenie najpierw „na fioletowo” potem „na żółto”)
- inne zaburzenia widzenia (zamazane, podwójne, a nawet ślepota)
- zaburzeniami świadomości, splątaniem
- zaburzeniami rytmu:
  - pobudzenia dodatkowe pochodzenia komorowego
  - częstoskurcz komorowy
  - częstoskurcz przedsionkowy z blokiem A-V

### Postępowanie w przedawkowaniu
Objawy przedawkowania terapeutycznego często ustępują po odstawieniu leku. Poważniejsze przedawkowanie i zatrucie jest wskazaniem do hospitalizacji. Za cechę bardzo ciężkiego zatrucia uważa się stężenie digoksyny w surowicy przekraczające 15 ng/mL. Zaleca się następujące postępowanie terapeutyczne:
- uzupełnienie niedoborów jonów – kroplówka dożylna zawierająca preparaty magnezu i potasu
- w bradykardii podaje się atropinę
- w blokach dystalnych konieczne jest zastosowanie elektrostymulacji serca za pomocą elektrody endokawitarnej
- w bardzo ciężkich zatruciach stosuje się fragmenty Fab swoistych przeciwciał, wiążące digoksynę w osoczu.

Forsowana dializa i hemodializa są bezskuteczne w zatruciu glikozydami naparstnicy.